# Jadwiga Zienkiewiczówna

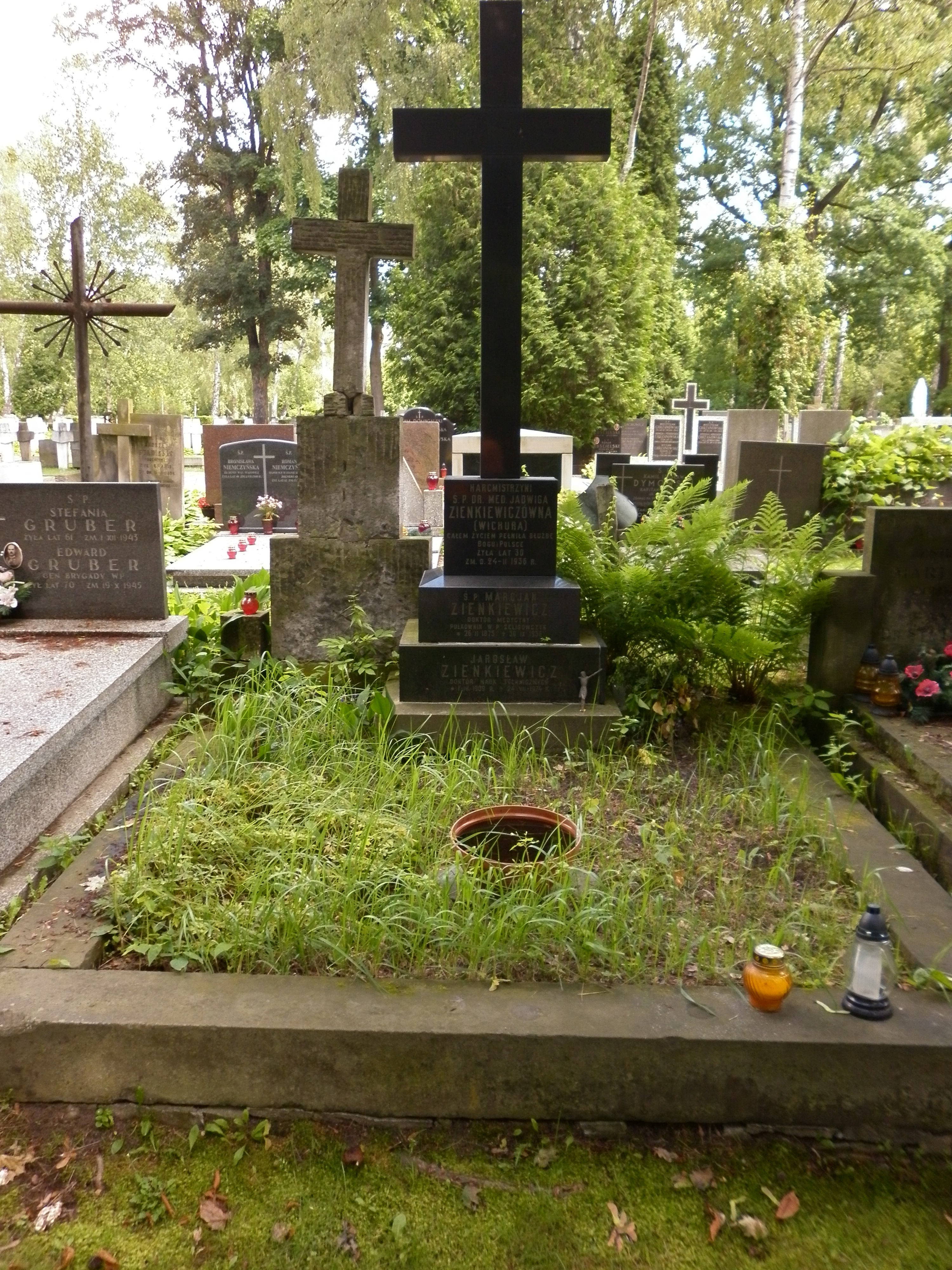
Grób Jadwigi Zienkiewiczówny na cmentarzu Wojskowym na Powązkach

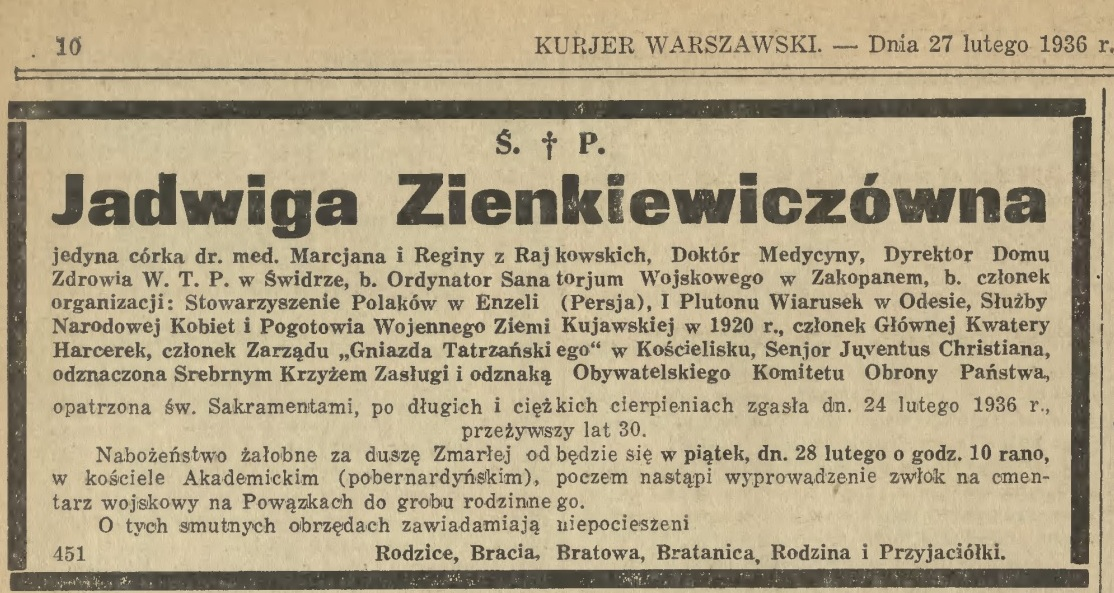
Nekrolog Jadwigi Zienkiewiczówny, zamieszczony przez rodzinę w Kurierze Warszawskim nr 57/1836 z dnia 27 lutego 1936 r.

Jadwiga Zienkiewiczówna, także: Jadwiga Zienkiewicz-Siekierz h. Siekierz (ur. 12 sierpnia 1905 w Ciechanowie, zm. 24 lutego 1936 w Warszawie) − polska lekarka, działaczka Związku Harcerstwa Polskiego, pionierka i współtwórczyni ruchu zuchowego.

## Życiorys
Jadwiga Zienkiewiczówna była córką Marcjana Zienkiewicza h. Siekierz (1875−1936), lekarza służącego w Armii Imperium Rosyjskiego, i Reginy z Rajkowskich (1882−1965), córki Franciszka Rajkowskiego, lekarza i społecznika. Po wybuchu I wojny światowej jej ojciec został przywrócony do służby jako starszy ordynator szpitala twierdzy w Brześciu Litewskim, zaś ona sama pozostała przez pewien czas w Warszawie na pensji. Po zajęciu Warszawy przez wojska niemieckie w sierpniu 1915 roku połączyła się z rodzicami i młodszym rodzeństwem. Po ewakuacji Brześcia Marcjan Zienkiewicz służył jako lekarz w szpitalach wojskowych w Erywaniu a następnie w Persji, cały czas towarzyszyła mu tam rodzina, w tym najstarsza córka. Po ewakuacji wojsk rosyjskich z Persji w lutym 1918 roku zamieszkali w Odessie. Jadwiga Zienkiewiczówna uczyła się tam w polskim gimnazjum im. Tadeusza Kościuszki. W październiku 1919 roku Zienkiewiczowie powrócili do Polski.
Ucząc się kolejno w gimnazjach we Włocławku, Płocku i Warszawie, zaangażowała się w działalność harcerską. W 1922 roku została drużynową drużyny gimnazjalnej. W roku następnym zdała maturę i rozpoczęła studia polonistyczne na Uniwersytecie Warszawskim. W 1924 roku zdecydowała się pójść w ślady ojca i dziadka i zaczęła studiować medycynę. W tym czasie utworzyła 26. Żeńską Drużynę Harcerek i współtworzyła pierwszy żeński hufiec harcerski na Pradze. Od 1925 roku prowadziła zajęcia z najmłodszymi grupami wiekowymi harcerzy − gromadą zuchową „Zuchy Błękitne”. Rok później została kierowniczką Wydziału Zuchów Głównej Kwatery Harcerek. W referacie O Zuchach, wygłoszonym na konferencji programowej instruktorek ZHP w 1926 roku przedstawiła podstawy metodyki zuchowej i ich miejsce w strukturach organizacji harcerskiej. Miała wielki udział w tworzeniu regulaminów i programów pracy z dziewczęcymi gromadami zuchowymi, nowego Prawa Zucha, od początku 1927 roku redagowała dwutygodnik „Zuch”. W latach 1930−1931 była hufcową Hufca XI w Warszawie.
W 1930 roku ukończyła studia, uzyskując tytuł doktora nauk medycznych. Już wtedy ujawniły się u niej początki choroby płuc. Po leczeniu rozpoczęła pracę jako lekarz w sanatorium wojskowym w Kościelisku. W 1933 roku stworzyła we wsi sanatorium „Gniazdo Tatrzańskie” dla harcerzy chorujących na gruźlicę. Kierowała nim społecznie, cały czas pracując w sanatorium wojskowym. W 1934 roku została przeniesiona na stanowisko lekarza, od następnego roku dyrektora sanatorium w Świdrze. Również w 1935 roku pełniła obowiązki naczelnego lekarza i członka Komendy Jubileuszowego Zlotu Harcerek w Spale. Pod koniec roku musiała, wobec nawrotu choroby, zrezygnować z wszelkiej aktywności. Hospitalizowana w Szpitalu Ujazdowskim zmarła na gruźlicę 24 lutego 1936 roku. Pięć dni później została pochowana na cmentarzu Wojskowym na Powązkach (kwatera A10-8-26/27).

## Odznaczenia
- Srebrny Krzyż Zasługi
- Odznaka Ofiarnych O.K.O.P.